# Бухаровський
Буха́ровський (рос. Бухаровский) — хутір у складі Комишловського району Свердловської області. Входить до складу Галкинського сільського поселення.
Населення — 9 осіб (2010, 10 у 2002).
Національний склад станом на 2002 рік: росіяни — 60 %, українці — 30 %.